# Ken Chisholm
Kenneth McTaggart Chisholm, detto Ken (Glasgow, 12 aprile 1925 – Chester-le-Street, 30 aprile 1990), è stato un allenatore di calcio e calciatore scozzese, di ruolo attaccante.

## Carriera

### Giocatore
Durante la Seconda guerra mondiale, sebbene tesserato con il Queen's Park, partecipa in realtà al conflitto nella RAF (l'aviazione britannica), trascorrendo in compenso dei brevissimi periodi in prestito con 5 diversi club inglesi, con cui tra il 1943 ed il 1945 gioca nei vari tornei bellici che si erano sostituiti ai regolari campionati nazionali inglesi. Fa quindi ritorno al Queens Park, con cui tra il periodo bellico e la stagione 1945-1946 mette a segno in totale 13 reti in 34 presenze nella seconda divisione scozzese e 2 reti in 16 presenze in Coppa di Scozia. Il 22 aprile 1946 viene ceduto al Partick Thistle, dove rimane fino al 14 gennaio 1948, totalizzando complessivamente 20 reti in 47 partite ufficiali fra tutte le competizioni, tra cui anche 13 reti in 35 presenze nella prima divisione scozzese. Lascia quindi la Scozia per giocare con gli inglesi del Leeds Utd, dove esordisce il 17 gennaio 1948 (3 giorni dopo il suo arrivo nel club) nella partita della seconda divisione inglese persa per 1-0 sul campo del Fulham. Il successivo 14 febbraio realizza invece la sua prima rete nel club, realizzando il gol della bandiera nella partita persa per 5-1 sul campo del Birmingham City. Complessivamente conclude la sua prima stagione con 17 presenze e 7 reti; anche nella stagione 1948-1949 gioca stabilmente da titolare, ma il 30 dicembre 1948, dopo 10 reti in 23 partite di campionato, complice anche un rapporto non idilliaco con l'allenatore Franck Buckley, viene ceduto al Leicester City in uno scambio con Ray Iggleden. Con le Foxes gioca (e perde) la finale della FA Cup 1948-1949 e, tra il 30 dicembre 1948 ed il marzo del 1950, mette a segno complessivamente 17 reti in 42 partite nella seconda divisione inglese. Passa quindi al Coventry City, con cui dal marzo del 1950 al marzo del 1952 totalizza complessivamente 68 presenze e 34 reti, sempre nella seconda divisione inglese. Nel marzo del 1952 viene acquistato per 12000 sterline dal Cardiff City, dove con 12 presenze ed 8 reti contribuisce alla conquista della promozione in prima divisione. Nella stagione 1952-1953 esordisce quindi all'età di 27 anni in massima serie, e conclude il campionato con 34 presenze e 13 reti, a cui aggiunge 17 presenze e 12 reti nella stagione seguente, nella quale nel dicembre del 1953 viene ceduto per 15000 sterline al Sunderland, che contestualmente cede per 30000 sterline Trevor Ford ai gallesi. Qui, conclude la stagione segnando altri 7 gol in 17 partite nella prima divisione inglese (per un totale di 19 reti in campionato, il suo massimo in un singolo campionato in carriera, a prescindere dalla categoria), a cui aggiunge 18 reti in 36 presenze nella stagione 1954-1955. Nella stagione 1955-1956 mette poi a segno altre 9 reti in 24 presenze in prima divisione con il Sunderland, ed a fine stagione viene ceduto per 10000 sterline al Workington, club di terza divisione, dove gioca per 2 stagioni segnando in totale 15 reti in 39 partite di campionato durante la sua permanenza nel club.

### Allenatore
Nel 1958 ha allenato per alcuni mesi il Glentoran, club della prima divisione nordirlandese.